# Voile aux Jeux olympiques d'été de 1936
Navigation
Los Angeles 1932 Londres 1948
Cette page rapporte les résultats de la voile aux Jeux olympiques d'été de 1936.

## Nations participantes
Un total de 174 marins (170 hommes et 4 femmes) de 26 nations ont concouru dans ces Jeux :
- Argentine (11)
- Autriche (1)
- Belgique (3)
- Brésil (1)
- Canada (1)
- Chili (1)
- Tchécoslovaquie (2)
- Danemark (7)
- Estonie (1)
- Finlande (12)
- France (14)
- Royaume-Uni (14) (homme:13 femme:1)
- Allemagne (14)
- Hongrie (1)
- Italie (14)
- Japon (3)
- Pays-Bas (8)
- Norvège (14)
- Pologne (7)
- Portugal (3)
- Suède (14)  (homme:13 femme:1)
- Suisse (6)
- Turquie (3)
- États-Unis (17) (homme:15 femme:2)
- Uruguay (1)
- Yougoslavie (1)

## Tableau des médailles
| Rang | Nation      | Or | Argent | Bronze | Total |
| ---- | ----------- | -- | ------ | ------ | ----- |
| 1    | Allemagne   | 1  | 1      | 1      | 3     |
| 2    | Royaume-Uni | 1  | 0      | 1      | 2     |
| 2    | Pays-Bas    | 1  | 0      | 1      | 2     |
| 4    | Italie      | 1  | 0      | 0      | 1     |
| 5    | Norvège     | 0  | 2      | 0      | 2     |
| 6    | Suède       | 0  | 1      | 1      | 2     |

## Voiliers olympiques
Les épreuves en solitaire sont courues sur dériveur monotype de type Olympia Jolle, (dériveur léger est traduit par Jolle en allemand) qui remplace le dériveur américain Snowbird des Jeux de Los Angeles de 1932.

Olympia Jolle - Star - 6mJI et 8mJI à la Jauge internationale de 1933

## Épreuves

### Monotype olympique ouOlympia Jolle(mixte)
| Médaille           | Noms                | Pays        | Points |
| ------------------ | ------------------- | ----------- | ------ |
| Médaille d'or      | Daniel Kagchelland  | Pays-Bas    | 163    |
| Médaille d'argent  | Werner Krogmann     | Allemagne   | 150    |
| Médaille de bronze | Peter Markham Scott | Royaume-Uni | 131    |

### Quillard deux équipiersStar open(mixte)
| Médaille           | Noms                               | Pays      | Points |
| ------------------ | ---------------------------------- | --------- | ------ |
| Médaille d'or      | Peter Bischoff, Hans-Joachim Weise | Allemagne | 80     |
| Médaille d'argent  | Arvid Laurin, Uno Wallentin        | Suède     | 64     |
| Médaille de bronze | Willem de Vries, Adriaan Maas      | Pays-Bas  | 63     |

### 6 mJI(mixte)
| Médaille           | Noms                                                                            | Pays        | Points |
| ------------------ | ------------------------------------------------------------------------------- | ----------- | ------ |
| Médaille d'or      | Miles Bellville Russell Harmer Charles Leaf Leonard Martin Christopher Boardman | Royaume-Uni | 67     |
| Médaille d'argent  | Magnus Konow Karsten Konow Frederik Meyer Vaadjuv Nyquist Alf Tveten            | Norvège     | 66     |
| Médaille de bronze | Sven Salén Lennart Ekdahl Martin Hindorff Torsten Lord Dagmar Salén             | Suède       | 62     |

### 8 m JI (mixte)
| Médaille           | Noms | Pays      | Points |
| ------------------ | --- | --------- | ------ |
| Médaille d'or      | Giovanni Reggio Bruno Bianchi Luigi de Manincor Domenico Mordini Luigi Poggi Enrico Poggi                      | Italie    | 55     |
| Médaille d'argent  | John Ditlev-Simonsen Olaf Ditlev-Simonsen Hans Struksnæs Lauritz Schmidt Nordahl Wallem Jacob Tullin Thams     | Norvège   | 53     |
| Médaille de bronze | Hans Howaldt Alfried Krupp von Bohlen und Halbach Felix Scheder-Bischien Eduard Mohr Fritz Bischoff Otto Wachs | Allemagne | 53     |